# Mordellistena paradohumeralis
Mordellistena paradohumeralis es una especie de coleóptero de la familia Mordellidae.

## Distribución geográfica
Habita en  Chipre.